# 地球環境大賞
地球環境大賞（ちきゅうかんきょうたいしょう）は、フジサンケイグループが主催する表彰・顕彰制度のひとつ。

## 沿革・概要
1992年、「産業の発展と地球環境との共生」をめざし、産業界を対象とする顕彰制度として、世界自然保護基金ジャパンの特別協力のもとでフジサンケイグループが創設した。温暖化防止など環境活動に熱心に取り組み、低炭素社会づくりに貢献している企業、団体などを毎年3～4月に表彰している。大賞をはじめ、経済産業大臣賞、日本経団連会長賞など10の賞が設けられている。2010年までに19回実施され、のべ197の企業、自治体などが受賞した。審査委員長は有馬朗人。贈賞式は秋篠宮夫妻を招いて明治記念館で開催される。

## 歴代大賞
- 1992年（第1回）　キヤノン　業界に先駆けて進めたトナーカートリッジのリサイクルとリサイクルプログラムにおける質の高さ及び世界展開[3]
- 1993年（第2回）　日立製作所
- 1994年（第3回）　日本IBM
- 1995年（第4回）　キリンビール
- 1996年（第5回）　富士通
- 1997年（第6回）　東日本旅客鉄道
- 1998年（第7回）　トヨタ自動車
- 1999年（第8回）　ミサワホーム　リサイクル素材の開発やISO14001の取得など多彩な環境保護運動に取り組んだ[4]
- 2000年（第9回）　NEC
- 2001年（第10回）　ソニー
- 2002年（第11回）　松下電器産業
- 2003年（第12回）　リコー
- 2004年（第13回） トヨタ自動車
- 2005年（第14回） 松下電工
- 2006年（第15回） 旭化成グループ
- 2007年（第16回）　ライオン　「ECO LION」活動、特に“温暖化ガス排出削減”と“商品を通じた環境への配慮”への評価[5]
- 2008年（第17回）　TDK
- 2009年（第18回）　大和ハウス工業　「自然環境と調和した街づくり」への評価[6]
- 2010年（第19回）　川崎重工業　ニッケル水素電池で駆動する次世代型の路面電車「SWIMO」を開発[7]
- 2011年（第20回） 該当なし　（当初は東京電力が「川崎スチームネット」と合同し、川崎火力発電所で発生した蒸気を近隣工場に供給、熱源として再利用することで大幅な省エネルギーと二酸化炭素排出削減を実現を評価し大賞受賞したが、福島第一原発事故の影響で受賞を辞退した[8][9]）[10]
- 2012年（第21回）サントリーホールディングス
- 2013年（第22回）アサヒグループホールディングス
- 2014年（第23回）日本鉄鋼連盟
- 2015年（第24回）トヨタ自動車 燃料電池自動車（FCV）の「MIRAI」を開発、販売
- 2016年（第25回）東急電鉄
- 2017年（第26回）富士通
- 2018年（第27回）積水ハウス
- 2019年（第28回）大日本印刷
- 2020–21年（第29回）あいおいニッセイ同和損害保険
- 2022年（第30回）積水ハウス
- 2023年（第31回）東急・町田市
- 2024年（第32回）森ビル
- 2025年（第33回）　キヤノン